# Magdelainella kauti
Magdelainella kauti es una especie de escarabajo del género Magdelainella, familia Leiodidae. Fue descrita por Viktor Apfelbeck en 1907. Se encuentra en Bosnia y Herzegovina.